# H-II Transfer Vehicle
Le H-II Transfer Vehicle (ou HTV), aussi appelé Kounotori (こうのとり, Kōnotori, Cigogne orientale ou Cigogne blanche) est un vaisseau cargo spatial développé par l'Agence d'exploration aérospatiale japonaise (JAXA) en collaboration avec la NASA et utilisé pour ravitailler la Station spatiale internationale et en particulier le laboratoire spatial japonais Kibō installé en mars 2008. Il remplace la navette spatiale américaine dans ce rôle, en complément des vaisseaux cargo européens ATV, des vaisseaux russes Progress-M et des engins américains Cygnus et SpaceX Dragon du programme COTS.
Le HTV est long de 9,8 mètres pour un diamètre de 4,4 mètres et sa masse à vide est de 10,5 tonnes. Il est composé d'un module pressurisé destiné à transporter le fret et d'un module de propulsion qui est utilisé pour hisser le vaisseau de l'orbite atteinte grâce à son lanceur jusqu'à celle de la Station spatiale. À l'issue d'un séjour en orbite dont la durée peut atteindre 1 mois, il se détache de la Station spatiale et se désintègre en effectuant une rentrée atmosphérique. Aucun retour de fret à la surface de la Terre n'est possible.

## Développement
Son développement débute au début des années 1990 pour un lancement prévu en 2001. La première mission, HTV-1, finalement a lieu le 19 septembre 2009 par le lanceur H-IIB # 1, version spécialement conçue pour le HTV, depuis la base de lancement de Tanegashima. Un total de 9 HTV sont envoyés vers la Station spatiale internationale à la cadence approximative d'un cargo par an. Le dernier le 20 mai 2020.

## Caractéristiques techniques
Le vaisseau cargo HTV est un cylindre long de 9,8 mètres hors tout et d'un diamètre de 4,4 mètres pesant à vide jusqu'à 11,5 tonnes. Il comporte 4 parties qui s'étagent le long du cylindre : à l'avant la partie pressurisée longue de 3,14 m qui emporte le fret destiné aux modules pressurisés, la partie longue de 3,5 mètres qui emporte le fret non pressurisé et qui est accessible via une large ouverture, la partie contenant l'avionique longue de 1,25 m et enfin la partie abritant la propulsion avec les réservoirs longs de 1,27 mètre.
La propulsion principale est assurée par 4 propulseurs de 490 newtons de poussée. Le contrôle d'attitude est assuré par 24 moteurs-fusées de 110 newtons de poussée. Tous les moteurs sont fournis par le constructeur américain Aerojet et consomment un mélange hypergolique de méthylhydrazine et de MON. Le HTV peut emporter jusqu'à 2,4 tonnes de carburant. L'énergie électrique est fournie par 57 panneaux solaires installés sur la paroi extérieure du cylindre. Celle-ci alimente des résistances qui maintiennent la température à l'intérieur de la partie pressurisée et l'avionique. Celle-ci comporte :
- un système de navigation et de pilotage.
- un système de communication qui est en relation avec le réseau de satellites de télécommunications TDRS (liaison avec les centres de contrôle au sol) et la Station spatiale lorsque celle-ci est à portée.
- un système qui traite les instructions reçues du sol et envoie des données télémétriques.
- un système de gestion de la puissance électrique qui stocke dans des batteries l'énergie reçue pour en disposer durant les phases d'éclipse[3].

Le HTV peut transporter 4,5 tonnes de fret dans sa soute pressurisée et 1,5 tonne dans un espace non pressurisé. La partie pressurisée dispose d'une écoutille carrée de grande taille de type Common Berthing Mechanism (CBM) qui permet une connexion directe aux ports d'amarrage de la partie américaine de la Station spatiale internationale, il peut, contrairement à l'ATV européen, transporter les pièces les plus volumineuses qui équipent l'intérieur de la Station spatiale internationale (8 racks de format standard). Le fret de la partie non pressurisée est placé sur une palette (Exposed Pallet ou EP). Deux types de palette peuvent, au choix, être utilisés : l'une permet de transporter deux à trois expériences scientifiques destinées à être placées sur la palette ELM ES située à l'extérieur du laboratoire japonais Kibō. La seconde permet de transporter des pièces détachées (Orbital Replacement Unit ou ORU) pour la Station spatiale par exemple jusqu'à six batteries.

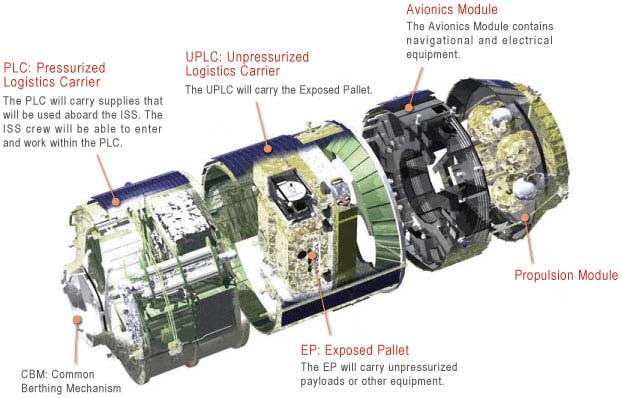
Diagramme détaillant la composition du H-II Transfer Vehicle.

## Déroulement d'une mission

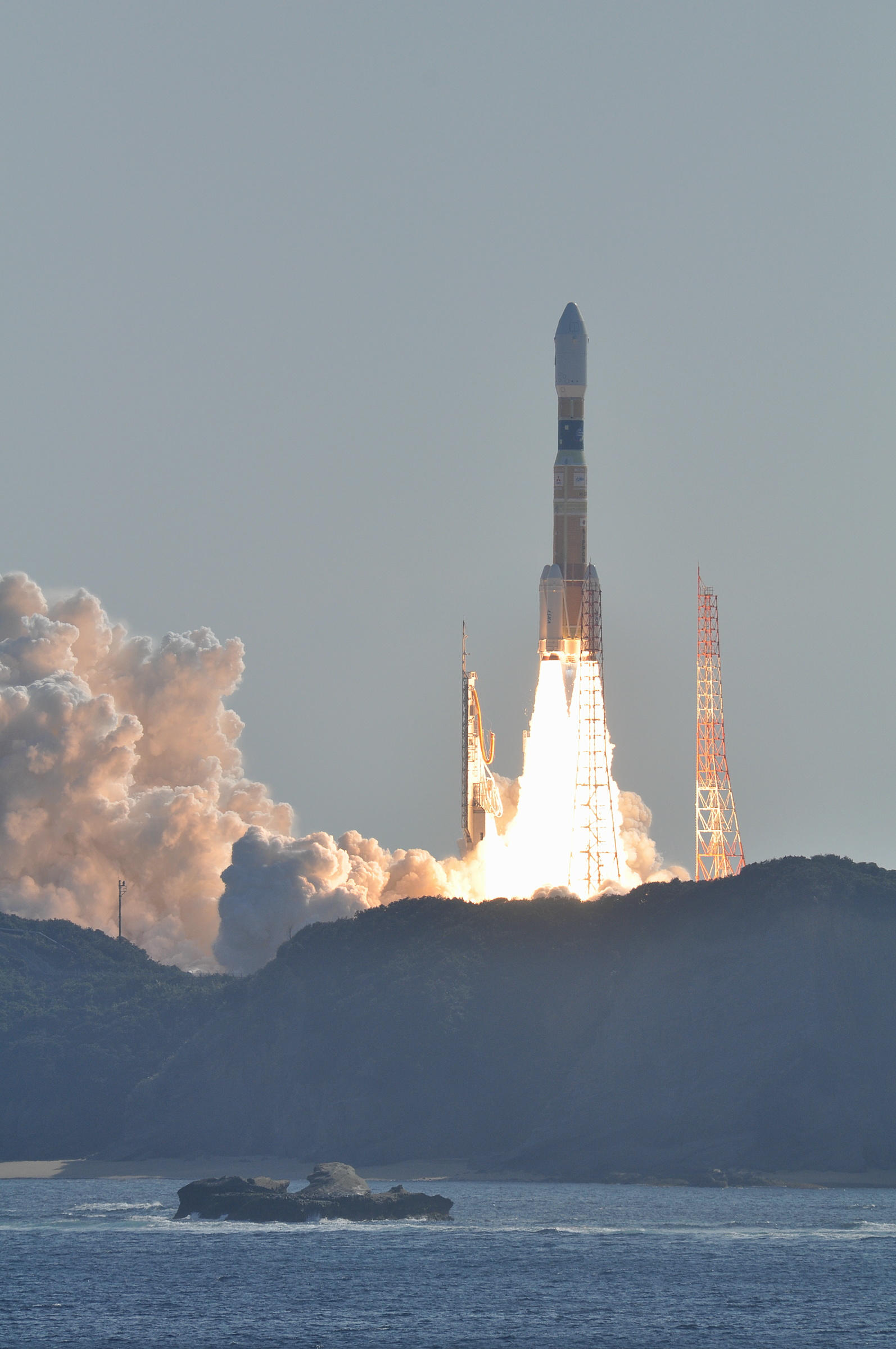
Le lanceur H-IIB # 2 transportant le HTV-2 décollant depuis la base de lancement de Tanegashima.

Après son lancement par un lanceur H-IIB depuis la base de lancement de Tanegashima, le HTV manœuvre automatiquement durant 3 jours pour se rapprocher de la Station spatiale internationale. Lorsqu'il se situe à moins de 23 km, il utilise pour ses manœuvres d'approche un GPS différentiel puis, parvenu à 500 mètres, exploite les données fournies par un laser dont le rayon lumineux se réfléchit sur une mire installée sur la Station spatiale internationale. Durant la phase d'approche, le vaisseau marque plusieurs points d'arrêt pour que les opérateurs humains situés dans la Station spatiale lui donnent le feu vert pour poursuivre : ceux-ci peuvent à tout moment reprendre le contrôle du vaisseau. Lorsque le HTV est parvenu à 10 mètres de la Station, le bras Canadarm 2 est opéré depuis la Station spatiale, agrippe le vaisseau par une attache prévue à cet effet et réalise la jonction avec un des ports de la Station : pour la première mission le vaisseau cargo est amarré au port du module Harmony tourné vers la Terre.
La partie pressurisée du vaisseau est alors déchargée par les astronautes. Le cargo peut rester amarré jusqu'à un mois et la soute pressurisée est remplie au fur et à mesure des déchets produits par la Station. Le bras canadien Canadarm 2 est utilisé pour extraire la palette EP de la soute non pressurisée du vaisseau cargo. La palette EP est ensuite, selon le cas, saisie par le bras du module japonais Kibō puis attachée à l'extérieur du laboratoire pour que les expériences scientifiques puissent être installées sur la palette ELM ES attachée de manière permanente à Kibō. Si le fret transporté est constitué de pièces détachées, la palette EP est fixée sur le chariot (Mobile Base System MBS) qui sert généralement d'ancrage au bras Canadarm 2 avant d'être déchargée. Dans les deux cas, la palette, une fois son contenu mis en place, est réinsérée dans son logement au sein du HTV .
La manœuvre de séparation est symétrique de celle de l'arrivée : le vaisseau est détaché et éloigné par le bras Canadarm puis s'écarte de la Station. Après avoir utilisé à trois reprises ses propulseurs il entame la rentrée atmosphérique et se consume au-dessus de l'Océan Pacifique.

Détail du vaisseau cargo
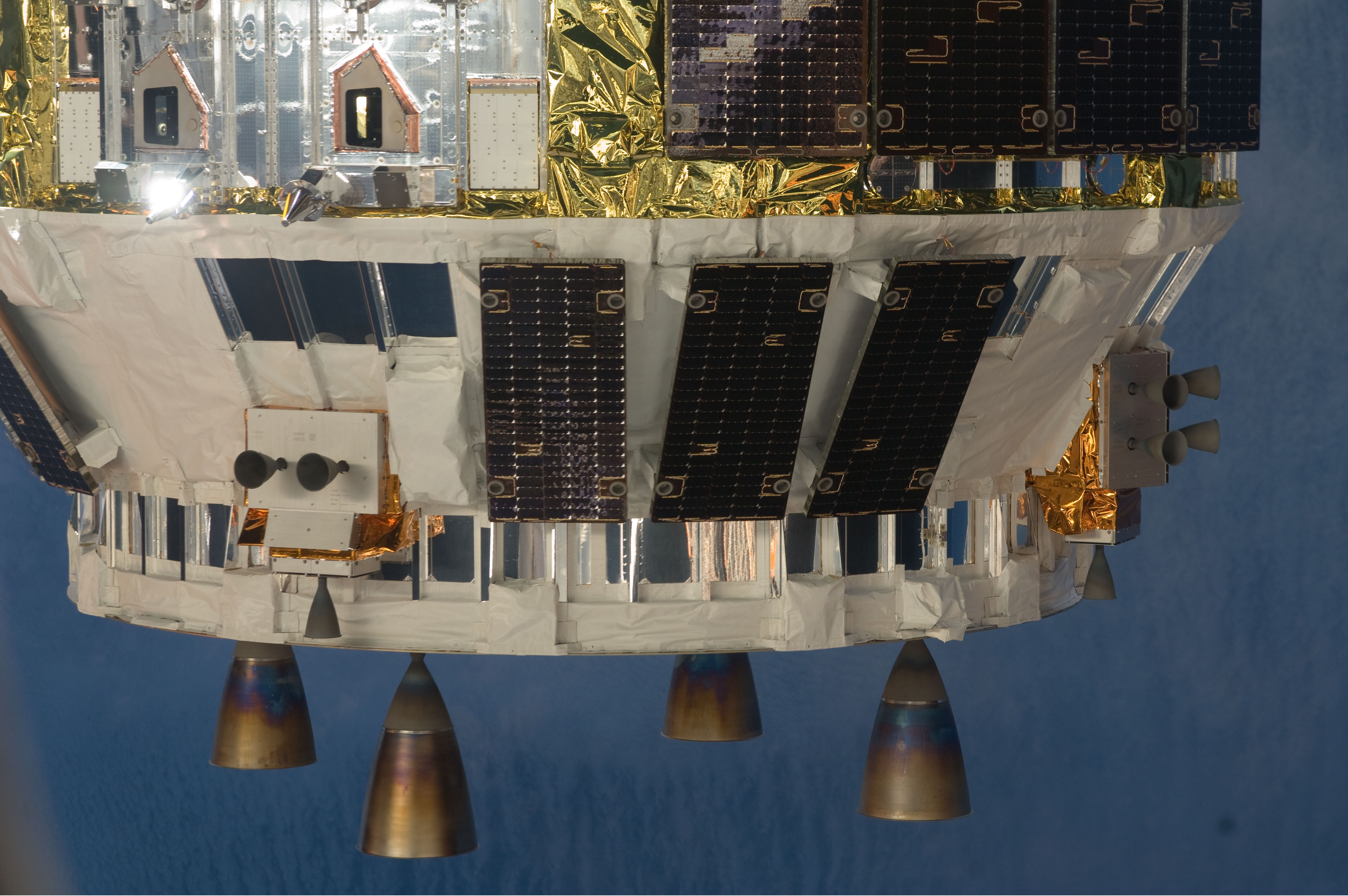
Gros plan sur les propulseurs du HTV.
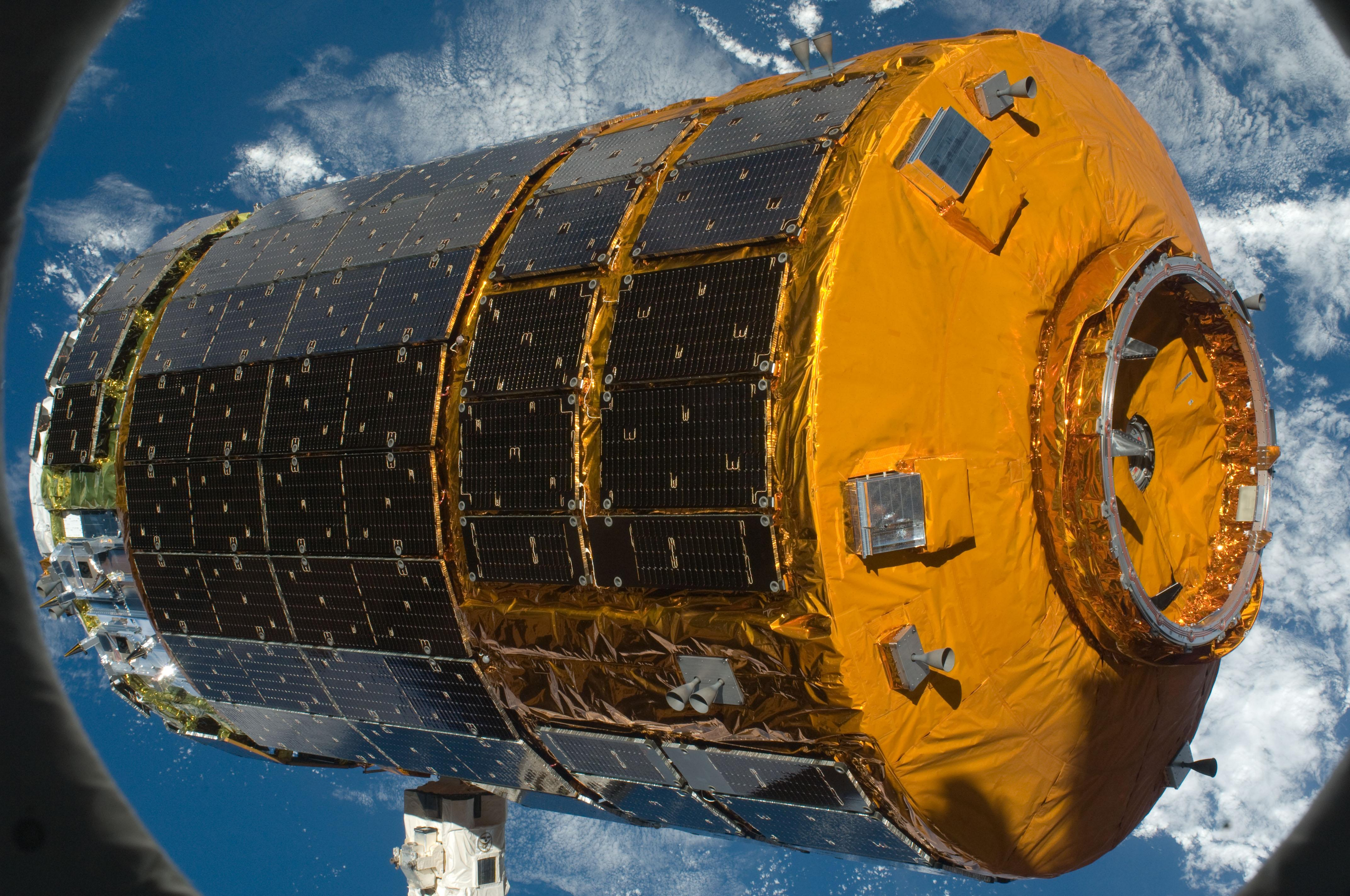
Le HTV est capturé par le Canadarm 2.
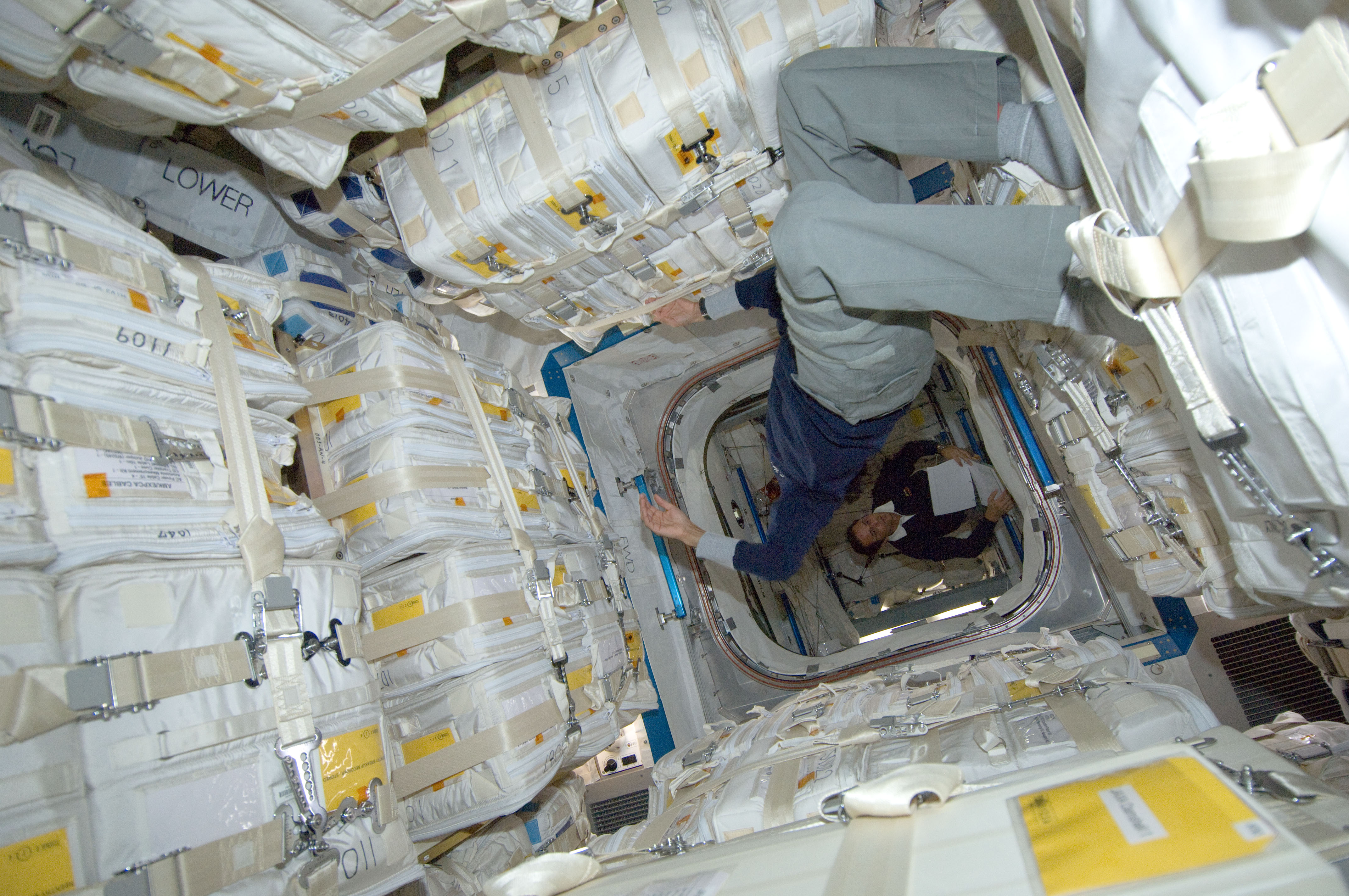
L'intérieur de la partie pressurisée.

## Lancements
Le premier vaisseau est lancé par le lanceur H-IIB # 1, à 17 h 01 TU le 10 septembre 2009, depuis la base de lancement de Tanegashima. Huit autres missions sont planifiées à raison d'une par an :
| HTV                    | Date/heure de lancement      | Date/heure d'amarrage        | Lanceur  | Fin de mission               | Résultat |
| ---------------------- | ---------------------------- | ---------------------------- | -------- | ---------------------------- | -------- |
| HTV-1                  | 10 septembre 2009 17 h 01 TU | 17 septembre 2009 22 h 26 TU | H-IIB F1 | 1er novembre 2009 21 h 26 TU | Succès   |
| HTV-2 (en) Kounotori 2 | 22 janvier 2011 05 h 37 TU   | 27 janvier 2011 18 h 34 TU   | H-IIB F2 | 30 mars 2011 03 h 09 TU      | Succès   |
| HTV-3 (en) Kounotori 3 | 21 juillet 2012 02 h 06 TU   | 27 juillet 2012 17 h 31 TU   | H-IIB F3 | 14 septembre 2012 05 h 27 TU | Succès   |
| HTV-4 (en) Kounotori 4 | 3 août 2013 19 h 48 TU       | 9 août 2013 18 h 38 TU       | H-IIB F4 | 7 septembre 2013 18 h 37 TU  | Succès   |
| HTV-5 (en) Kounotori 5 | 19 août 2015 11 h 50 TU      | 24 août 2015 17 h 28 TU      | H-IIB F5 | 29 septembre 2015 20 h 33 TU | Succès   |
| HTV-6 (en) Kounotori 6 | 9 décembre 2016 13 h 26 TU   | 13 décembre 2016 10 h 39 TU  | H-IIB F6 | 5 février 2017 15 h 06 TU    | Succès   |
| HTV-7 (en) Kounotori 7 | 22 septembre 2018 17 h 52 TU | 27 septembre 2018 12 h 00 TU | H-IIB F7 | 10 novembre 2018 21 h 14 TU  | Succès   |
| HTV-8 (en) Kounotori 8 | 24 septembre 2019 14 h 09 TU | 28 novembre 2019 14 h 09 TU  | H-IIB F8 | 3 novembre 2019 02 h 09 TU   | Succès   |
| HTV-9 (en) Kounotori 9 | 20 mai 2020 17 h 31 TU       | 25 mai 2020 12 h 13 TU       | H-IIB F9 | 20 aout 2020 07 h 07 TU      | Succès   |

### Première mission (2009)
Le HTV no 1 est placé sur orbite par le lanceur H-IIB # 1 depuis la base de lancement de Tanegashima. Ce premier lancement a lieu le jeudi, 10 septembre 2009 à 17 h 01 min 46 s TU. Ce lancement permet le ravitaillement de l'ISS le jeudi 18 septembre 2009. Ce premier HTV donne entière satisfaction et effectue sa rentrée dans l'atmosphère le 1er novembre 2009 après une mission de 52 jours.

## Comparaison avec les autres vaisseaux cargo
| Vaisseau           | Fret total      | Fret pressurisé (m3)          | Eau, oxygène et carburant                                    | Fret non pressurisé | Retour à terre | Ergols pour rehaussement ISS | Type écoutille | Lancements prévus ou réalisés                    | Coût (cargo + lanceur)   |
| ------------------ | --------------- | ----------------------------- | ------------------------------------------------------------ | ------------------- | -------------- | ---------------------------- | -------------- | ------------------------------------------------ | ------------------------ |
| En activité        |                 |                               |                                                              |                     |                |                              |                |                                                  |                          |
| Progress           | 2,2 t à 2,3 t   | 1,8 t (7,6 m3)                | -300 L d'eau -47 kg d'air ou d'oxygène -870 kg de carburant  | non                 | non            | 250 kg                       | Russe          | 4 par an                                         | 25 M€ + 25 M€ = 50 M€    |
| Cygnus             | 3,2 t à 3,5 t   | 3,2 t à 3,5 t (27 m3)         |                                                              | non                 | non            | non                          | CBM            | 10 lancements (de 2013 à 2019)                   | 190 M$                   |
| Dragon 2           | 6 t (théorique) | 3,3 t (11 m3)                 |                                                              | 3,3 t (14 m3)       | oui            | non                          | NDS            | 20 lancements (2 à 3 par an)                     | 133 M$                   |
| Retirés du service |                 |                               |                                                              |                     |                |                              |                |                                                  |                          |
| Navette spatiale   | 16,4 t          | 9,4 t (31 m3) 16 × racks ISPR |                                                              | 16 tonnes (300 m3)  | oui            | non                          | APAS & CBM     | 4 à 6 vols par an Retiré en 2011                 | 1,2 Md$                  |
| ATV                | 7,7 t           | 5,5 t (46,5 m3)               | -840 L d'eau -100 kg d'air ou d'oxygène -860 kg de carburant | non                 | non            | 4 700 kg                     | Russe          | 5 lancements (1 tous les 18 mois) Retiré en 2014 | 150 M€ + 180 M€ = 330 M€ |
| HTV                | 6,2 t           | 5,2 t (14 m3) 8 × racks ISPR  | -300 L d'eau                                                 | 1,9 t (16 m3)       | non            | non                          | CBM            | 9 lancements Retiré en 2020                      | 92 M€ + 90 M€ = 182 M€   |
| SpaceX Dragon      | 6 t (théorique) | 3,3 t (11 m3)                 |                                                              | 3,3 t (14 m3)       | oui            | non                          | CBM            | 20 lancements (3 à 4 par an) Retiré en 2020      | 133 M$                   |

## Développements futurs
Une version améliorée du cargo, l'HTV X, est à l'essai pour un premier vol prévu à l'origine à l'horizon 2020 et désormais repoussé à 2025.

## Galerie

Manœuvres d'amarrage
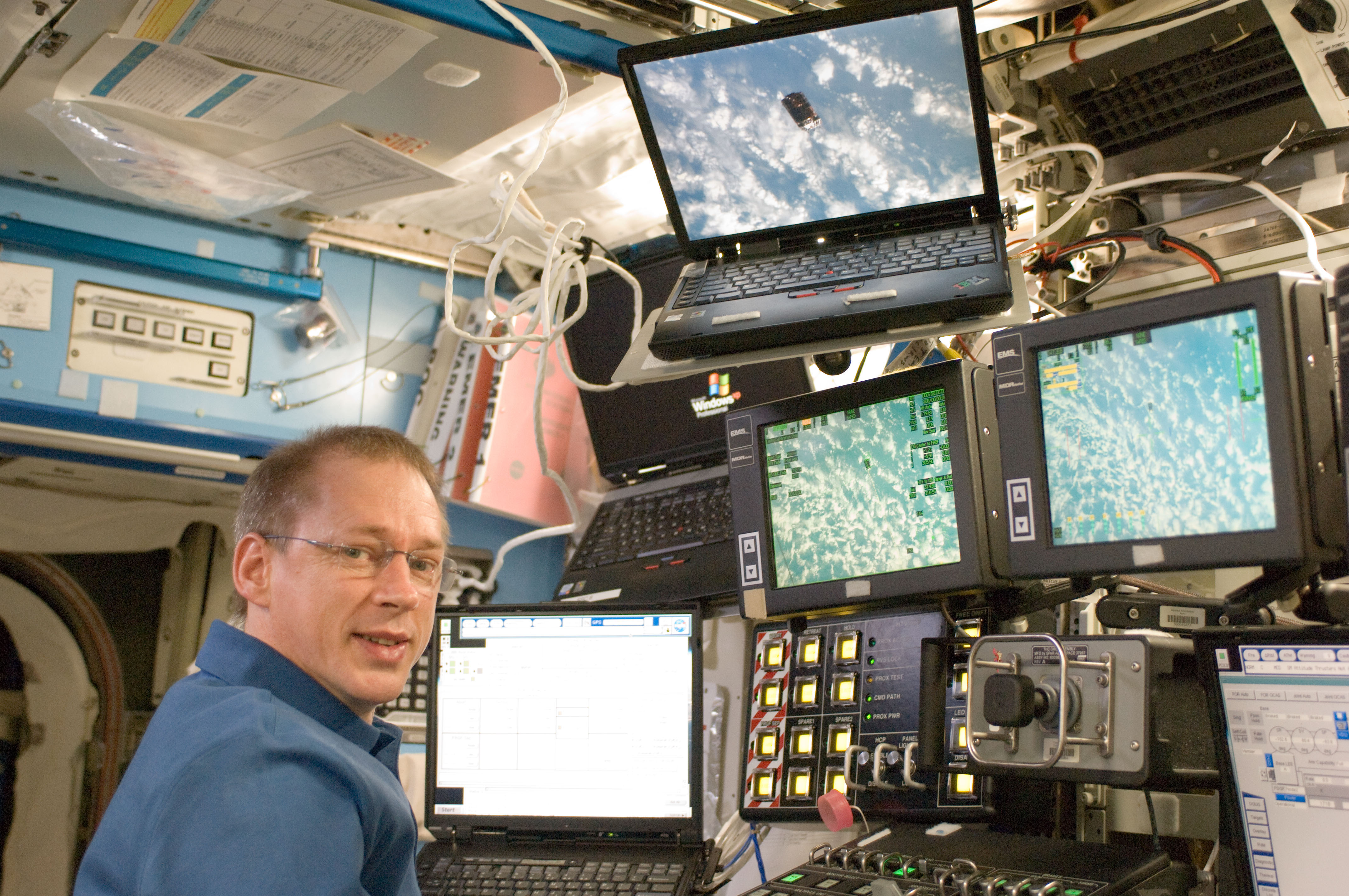
Vue sur le poste de pilotage du Canadarm 2 dans la Station spatiale internationale depuis lequel est commandé la manœuvre d'amarrage et de désamarrage du HTV.
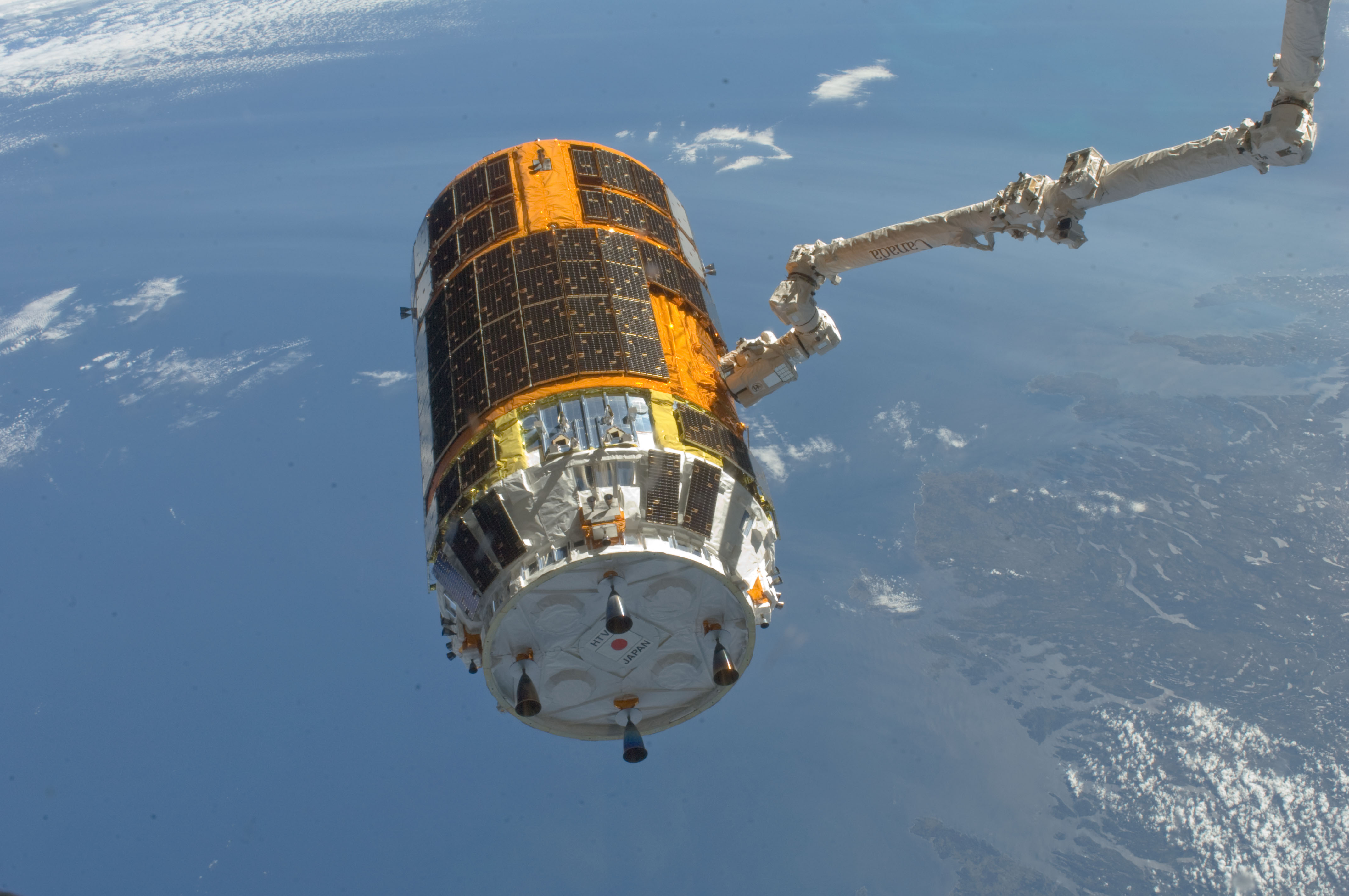
HTV-3 est détaché de la Station spatiale internationale à l'aide du Canadarm2 (manœuvre symétrique de l'amarrage).
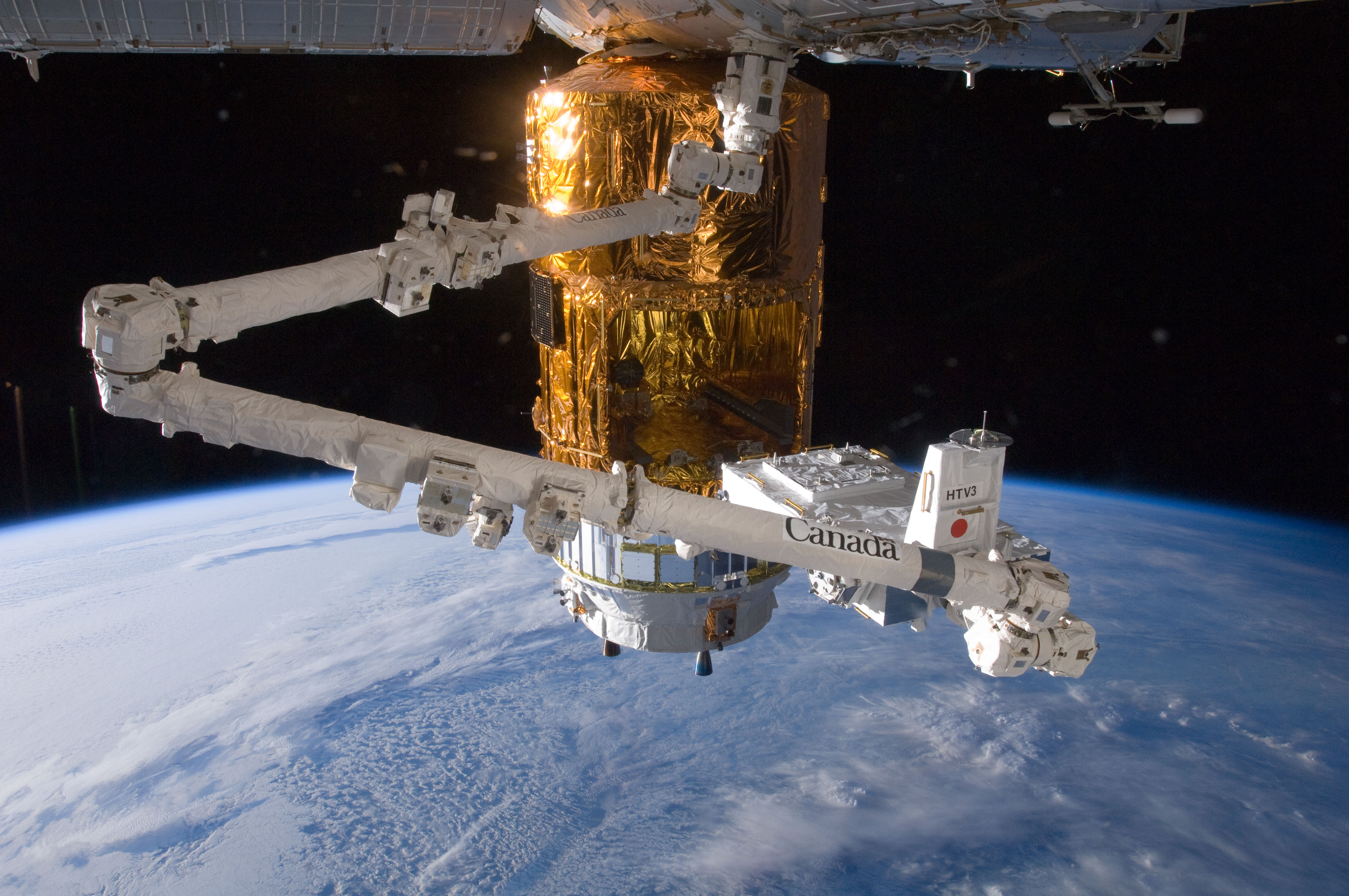
La palette débarrassée de sa charge utile est replacée dans l'espace de stockage destiné au fret non pressurisé.

### Insignes

HTV-1
HTV-2 (en)
HTV-3 (en)
HTV-4 (en)